# Volley Bergamo 2002-2003
Questa voce raccoglie le informazioni riguardanti il Volley Bergamo nelle competizioni ufficiali della stagione 2002-2003.

## Organigramma societario
Area direttiva
- Presidente: Luciano Bonetti

Area tecnica
- Allenatore: Mario Di Pietro
- Allenatore in seconda: Mauro Fresa

Area sanitaria
- Medico: Attilio Bernini, Fabrizio Caroli, Sergio Veneziani
- Fisioterapista: Giuseppe Ferrenti, Celeste Mora
- Preparatore atletico: Roberto Benis

## Rosa
| N° | Nome                | Ruolo | Data di nascita  | Nazionalità sportiva |
| -- | ------------------- | ----- | ---------------- | -------------------- |
| 1  | Giorgia Baldelli    | S     | 10 marzo 1985    | Italia               |
| 2  | Dragana Marinković  | C     | 19 ottobre 1982  | Croazia              |
| 4  | Katarzyna Gujska    | P     | 15 febbraio 1975 | Polonia              |
| 5  | Ljubov' Sokolova    | S     | 7 dicembre 1977  | Russia               |
| 6  | Carmen Țurlea       | O     | 18 novembre 1975 | Romania              |
| 7  | Maurizia Cacciatori | P     | 6 aprile 1973    | Italia               |
| 8  | Vania Beriola       | L     | 24 febbraio 1974 | Italia               |
| 9  | Heather Bown        | C     | 29 novembre 1978 | Stati Uniti          |
| 10 | Paola Paggi         | C     | 6 dicembre 1976  | Italia               |
| 12 | Francesca Piccinini | S     | 10 gennaio 1979  | Italia               |
| 15 | Jelena Nikolić      | S     | 13 aprile 1982   | Serbia e Montenegro  |